# Flokulacija
Flokulacija (pahuljičenje) i koagulacija su osnovni postupci u većem broju različitih područja, uključujući biokemiju, proizvodnju sira i guma, te obradu voda (pročišćavanje vode) i otpadnih voda. U postupcima obrade voda i otpadnih voda koagulacija i flokulacija su iznimno važni. Koagulacija je postupak izbijanja naboja koloidnih čestica. Jednom neutralizirane, čestice se više ne odbijaju jedna od druge i mogu ostati okupljene. Flokulacija je postupak okupljanja destabiliziranih ili koaguliranih čestica da bi se stvorile veće nakupine ili flokule. Bez koagulacije ne može nastupiti flokulacija, odnosno taloženje čestica, a samim postupkom koagulacije ne možemo praktički odstraniti koloidne tvari iz vode. Primarni flokulanti (koagulansi) su kemikalije ili supstance koje dodane u zadanu suspenziju ili otopinu da bi se postigla destabilizacija. Pomoćni flokulanti (koagulansi) su kemikalije ili supstance dodane u destabiliziranu suspenziju ili otopinu da ubrzaju flokulaciju ili da ojačaju flokule koje su se stvorile tijekom flokulacije. Proces bistrenja može se odvijati u horizontalnom bazenu ili uzvodnom akceleratoru. Da bi se uspješno obavio postupak koagulacije, potrebno je uraditi određene eksperimentalna mjerenja u laboratoriju.

## Bistrenje vode
Bistrenje vode obuhvaća postupke taloženja (sedimentacije), koagulacije, flokulacije i filtracije. 

### Postupak koagulacije i flokulacije
Za koloidne sustave vrijedi da je veličina čestica disperzne tvari od 1 do 200 nm, dok je kod grubo disperznih sustava veličina istih tih čestica veća od 200 nm. Zbog toga se koloidne tvari ne mogu vidjeti običnim mikroskopom, jer su im dimenzije manje od valne duljine svjetlosti (350-700 nm). Koloidne tvari mogu se vidjeti posredno pomoću Tyndallovog učinka i optičkog mikroskopa. U prirodnim vodama mogu postojati hidrofilne (hidrofilne otopljene tvari su one koje voda privlači, pa se zbog hidratacije brže otapaju u vodi - male organske molekule u stanicama: šećeri, organske kiseline i neke aminokiseline) i hidrofobne čestice (nisu topljive u vodi - lipidi i većina bjelančevina), ali uglavnom susrećemo hidrofobne koloidne čestice. Koloidne tvari su električki nabijene čestice čiji je električni potencijal u granicama od od 5 do 80 mV.
Većina prirodnih sirovih voda imaju hidrofobne koloidne čestice koje posjeduju negativne naboje. Potrebno je naglasiti da koloidne čestice imaju velik stupanj disperzije (usitnjenja), a time i ogromnu kontaktnu površinu (računa se po jedinici težine ili jedinici obujma). Brzina taloženja koloidnih čestica vrlo je mala, a može se računati prema Stokesovom zakonu.

### Primjer taloženja koloidnih čestica
Koloidna čestica kvarca ima promjer 10-7 m (100 nm), temperaturu 20 ˚C (293 K). Za takvu česticu brzina taloženja iznosi približno 10-6 cm/s. To znači da čestica može proći put taloženja od 1 cm za 11,6 dana. Za put taloženja od 1 metar vrijeme taloženja iznosi oko 1 160 dana, a to približno iznosi 3,2 godine.
Koloidne čestice mogu se praktički odstraniti iz vode jedino povećanjem veličine čestice, odnosno povećanjem brzine padanja (taloženja) na oko 2 do 4 m/h. U svrhu povećanja veličine koloidnih čestica neophodno je izbijanje naboja do ± 5 mV, jer se u ovom području električki nabijene čestice mogu približiti do 100 nm (10-7 cm), kada započinje djelovanje adsorpcijske sile (Van der Waalsova sile).
Izbijanje naboja koloidnih čestica zove se koagulacija, a rast skoro neutralnih čestica u veće nakupine (flokule) zove se flokulacija. Bez koagulacije ne može nastupiti flokulacija, odnosno taloženje čestica, a samim procesom koagulacije ne možemo praktički odstraniti koloidne tvari iz vode. Za odvijanje procesa koagulacije se doziraju soli aluminija i željeza (Al3+, Fe3+). Potrebne količine koagulanasa se kreću u rasponu od 10 do 50 grama po m3 sirove vode. Nakon koagulacije spontano slijedi proces flokulacije. Međutim, u praksi je često potrebno ubrzavati proces stvaranja flokula dodatkom tzv. polielektrolita u količini 0,05 do 0,5 g/m3. Polielektroliti su najčešće organski spojevi, čije molekule se sastoje od dugačkih lanaca koji sadrže naboje. Molna masa tih lanaca kreće se u intervalu od 1 x 106 do 4 x 106 g/molu tvari.

## Primjena flokulacije

### Flokulacija emulzija
Emulzije nisu termodinamički stabilni sustavi već postoji mogućnost njihovog razdvajanja na faze. Prvi korak u razdvajanju je flokulacija koja podrazumijeva jednak broj i veličinu kapljica disperzne faze kao i u početnoj emulziji, ali one plivaju na površini disperznog sredstva (vrhnjenje) ili se talože na dno (sedimentacija). Sljedeći je korak koalescencija kod koje se pojedinačnih kapljice spajaju u veće nakupine, te to u konačnici uzrokuje cijepanje emulzije.

### Koloidna svojstva tla
Prisutnost koloida usko je povezana s veličinom čestica disperzne faze i njihovim istovrsnim električnim nabojem. U koloidnom sustavu gravitacijska sila teži taloženju raspršenih koloidnih čestica, dok suprotno djeluje odbojna sila istovrsnog naboja čestica i snaga difuzije, odnosno kinetička sila čestica koja ih pokreće u pravcu manje koncentracije. Sile gravitacije prevladavaju ako su čestice većeg promjera od 4 μm, (0,004 mm) te se one tada talože i ne dolazi do nastanka koloidnog sustava.

### Proizvodnja sira
Pretvorba mlijeka u sir se sastoji od:
- Koagulacija i flokulacija (nastajanje trodimenzionalne proteinske mreže);
- Sušenje sirnog zrna;
- Zrenje sira.

Ovisno o primijenjenoj tehnologiji odnosno o ova tri koraka moguće je proizvesti vrlo široku lepezu različitih sireva. Kod većine sireva između 2. i 3. koraka koristiti se soljenje. Prve promijene na mlijeku tijekom koagulacije određuju osobine konačnog proizvoda. Stoga ih sirari moraju strogo kontrolirati. 

### Proizvodnja piva
Brzina taloženja kvasca je važan čimbenik pri izboru kvasca. Boja taloga je često u ovisnosti od sladovine, jer, ako ova ima bjelančevine koje koaguliraju (flokulacija), stvara se kašasta masa prljavo-sivog taloga.

### Bistrenje vode
Bistrenje vode obuhvaća postupke taloženja (sedimentacije), koagulacije, flokulacije i filtracije. Glavnina problema kod smanjenja mutnoće, kao čestog nedostatka vode, vezana je uz prisustvo vrlo sitnih raspršenih čestica – koloida, dimenzija od 1 nm do 1000 nm. Zbog istoimenih (negativnih) elektrostatičkih naboja koloidi se međusobno odbijaju i ostaju raspršeni u vodi. Zato je vrijeme potrebno za izdvajanje koloida iz vode, prvenstveno postupkom taloženja, zbog njihove tzv. agregatne stabilnosti, praktički beskonačno. To je u tehnici pročišćavanja vode rezultiralo traženjem postupka remećenja stabilnosti koloida i mogućnosti njihovog kasnijeg međusobnog spajanja u veće čestice koje će se u vodi lakše taložiti. Takav postupak remećenja stabilnosti (destabilizacija) koloida u sirovoj vodi naziva se koagulacija ili zgrušavanje. Destabilizacija koloida se postiže dodavanjem vodi određenih kemijskih reagensa – flokulanata (koagulanata).
U praktične svrhe, kao neorganski flokulanti najčešće se koriste soli aluminija i željeza, tj. aluminijev sulfat, Al2(SO4)3 •18 H2O, poznatiji pod komercijalnim nazivom alaun, i željezni sulfat, FeSO4 • 7 H2O, tj. zelena galica. Još se dosta često koriste i kalcijev oksid, CaO (živo vapno), kalcijev hidroksid, Ca(OH)2 (gašeno vapno) i natrijev karbonat, Na2CO3 (soda). U suvremenoj tehnici pročišćavanja vode sve se više koriste organski koagulanti, tzv. polielektroliti, kao makromolekule dugačkog niza dobivene spajanjem prostih monomera.
Na proces flokulacije u znatnoj mjeri utječu kvaliteta sirove (prirodne) vode, količina i karakter suspendiranih koloida, potrošnja kisika, količina soli, pH vrijednost i temperatura vode. Stoga se vrsta i optimalna doza flokulanta određuje ispitivanjem izvorišne vode. Radi orijentacije, prosječna doza alauna za vodu mutnoće 40 [°NTU] iznosi 25 do 35 mg/l, dok za mutnoću od 400 [°NTU] prosječna doza alauna iznosi 60 do 90 mg/l.
Flokulant se u vodu dodaje u obliku otopine. Zato postoje posebni uređaji za pripremu otopine i njeno doziranje – dozatori, koji otopinu koagulanta doziraju u funkciji mutnoće vode (čije vrijednosti mogu u relativno kratkom vremenu znatno oscilirati). Danas je postupak doziranja potpuno automatiziran, tako da se vodi automatski, ovisno o mutnoći i protoku, dodaje prethodno definirana optimalna doza flokulanata.

#### Miješanje
Da bi zgrušavanje bilo što korisnije, potrebno je odmah nakon dodavanja flokulanata osigurati njegovo snažno (turbulentno) miješanje sa sirovom vodom. To se postiže u posebnim objektima (bazenima) – mješačima, u kojima se voda zadržava do 5 minuta. Obično se primjenjuju dvije vrste mješača:
- gravitacijski mješači (mješači s gravitacijskim miješanjem),
- mehanički mješači (mješači s mehaničkim miješanjem).

#### Akcelator
Kapacitet ovih uređaja kreće se u granicama od 1 do 5000 m3/h. Flokulanti (koagulansi) se dodaju u cjevovod tj. komoru za miješanje, u uvjetima turbulentnog strujanja. Proces koagulacije i flokulacije odvija se u taložnicima ili akcelatorima, gdje je vrijeme boravka vode (retencija) oko 2 sata. Brzina strujanja vode u smjeru odozdo prema gore kreće se u granicama od 2 do 4 m/h, što ovisi o sastavu vode, onečišćenju i temperaturi. U akcelatoru se ulazna sirova voda mješa s muljem kako bi se ubrzao postupak flokulacije. Za dobar učinak flokulacije važno je imati uvijek izvjesnu količinu aktivnog mulja koji služi kao lebdeći muljni filter.

#### Uređaji za doziranje sredstva za flokulaciju
Ako se sredstvo za flokulaciju (koagulaciju) nabavlja u kristalnom obliku kao aluminijev sulfat, potrebno je imati uređaj za pripremu odgovarajuće otopine. Ovisno o veličini uređaj će biti u izvedbi za manja ili za veća postrojenja. 
Uređaji za doziranje sredstva za flokulaciju za manja postrojenja mora biti zaštićeni od korozijskog djelovanja otopine flokulanata (pH vrijednost ~ 3).
Uređaji za doziranje sredstva za flokulaciju za veća postrojenja imaju kapacitet od 50 do 2000 m3/h. U bazenima se priprema 10%-tna otopina aluminijevog sulfata. Uglavnom su od betona čije površine se prevlače kiselootpornim premazom ili poliesterom.

### Deflokulacija
Deflokulacija je sposobnost, koju detergent mora imati, a sastoji se u tome, da čvrste tvari otopi i dispergira po cijeloj rastopim, a važno je, da ih u takvom stanju i održi. To svojstvo može spriječiti, da se tvrdi djelići ne talože, a to je osobito važno kod upotrebe alkalija u tvrdoj vodi.